# Saint-Germain-des-Angles
Pour les articles homonymes, voir Saint-Germain.
Saint-Germain-des-Angles est une commune française située dans le département de l'Eure, en région Normandie.

## Géographie

### Localisation
| Brosville        |                          | Émalleville                     |
| Tourneville      | Saint-Germain-des-Angles | Normanville                     |
| Le Mesnil-Fuguet | Le Mesnil-Fuguet         | Normanville, Gravigny (enclave) |

### Hydrographie
La commune est située dans le bassin Seine-Normandie. Elle est drainée par l'Iton,.
L'Iton, d'une longueur de 132 km, prend sa source dans la commune de Mahéru et se jette  dans l'Eure à Acquigny, après avoir traversé 39 communes. Les caractéristiques hydrologiques de l'Iton sont données par la station hydrologique située sur la commune de Normanville. Le débit moyen mensuel est de 3,54 m3/s. Le débit moyen journalier maximum est de 16,8 m3/s, atteint lors de la crue du 27 mars 2001. Le débit instantané maximal est quant à lui de 17,5 m3/s, atteint le même jour.

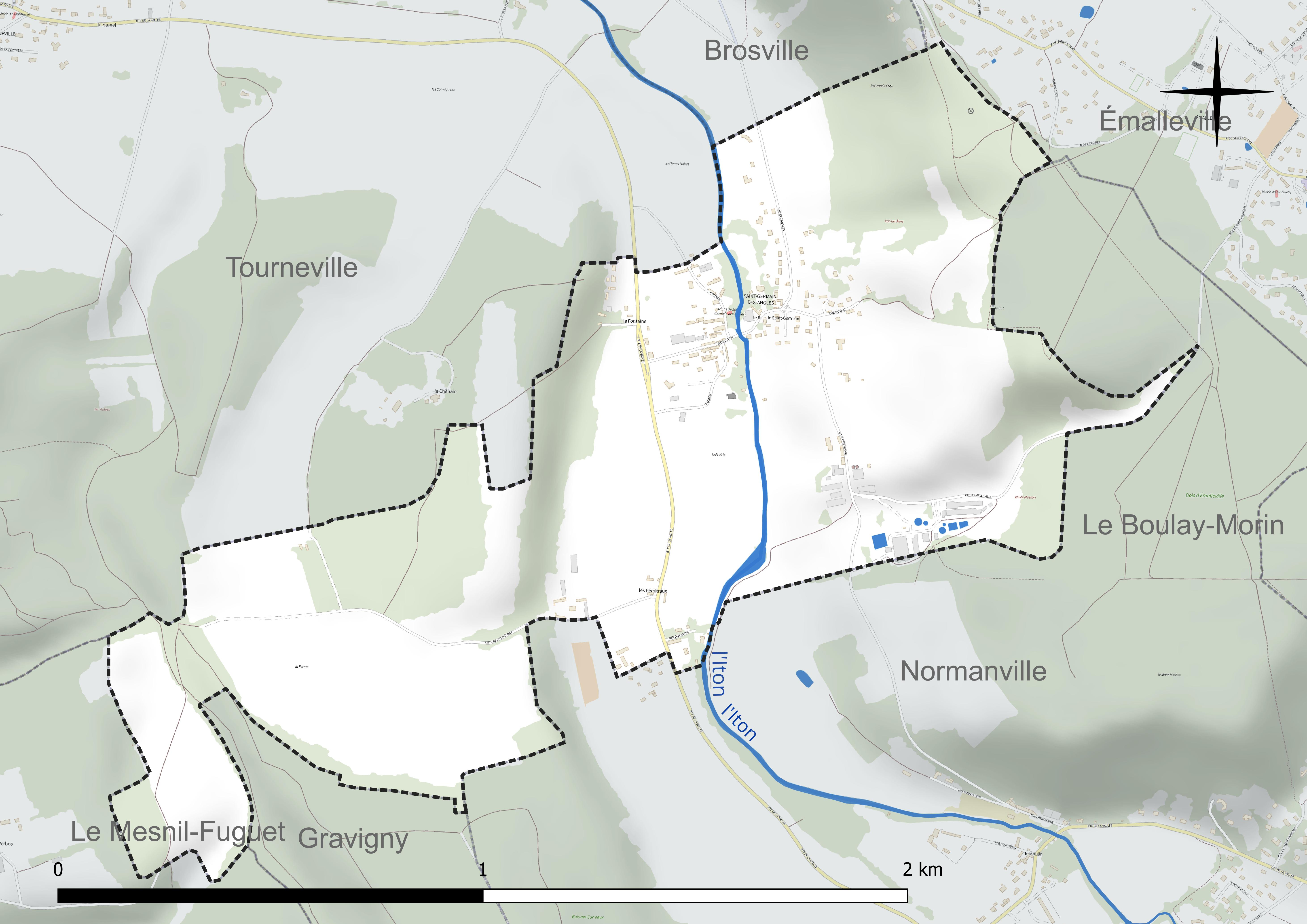
Réseau hydrographique de Saint-Germain-des-Angles.

### Climat
Pour des articles plus généraux, voir Climat de la Normandie et Climat de l'Eure.
En 2010, le climat de la commune est de type climat océanique dégradé des plaines du Centre et du Nord, selon une étude du CNRS s'appuyant sur une série de données couvrant la période 1971-2000. En 2020, Météo-France publie une typologie des climats de la France métropolitaine dans laquelle la commune est exposée à un climat océanique et est dans la région climatique  Côtes de la Manche orientale, caractérisée par un faible ensoleillement (1 550 h/an) ; forte humidité de l’air (plus de 20 h/jour avec humidité relative > 80 % en hiver), vents forts fréquents. Parallèlement le GIEC normand, un groupe régional d’experts sur le climat, différencie quant à lui, dans une étude de 2020, trois grands types de climats pour la région Normandie, nuancés à une échelle plus fine par les facteurs géographiques locaux. La commune est, selon ce zonage, exposée à un « climat des plateaux abrités », correspondant aux plaines agricoles de l’Eure, avec une pluviométrie beaucoup plus faible que dans la plaine de Caen en raison du double effet d’abri provoqué par les collines du Bocage normand et par celles qui s’étendent sur un axe du Pays d'Auge au Perche.
Pour la période 1971-2000, la température annuelle moyenne est de 10,6 °C, avec  une amplitude thermique annuelle de 14,2 °C. Le cumul annuel moyen de précipitations est de 672 mm, avec 11,4 jours de précipitations en janvier et 8,2 jours en juillet. Pour la période 1991-2020, la température moyenne annuelle observée sur la station météorologique la plus proche, située sur la commune de Huest à 7 km à vol d'oiseau, est de 11,2 °C et le cumul annuel moyen de précipitations est de 600,6 mm,. Pour l'avenir, les paramètres climatiques de la commune estimés pour 2050 selon différents scénarios d’émission de gaz à effet de serre sont consultables sur un site dédié publié par Météo-France en novembre 2022.

## Urbanisme

### Typologie
Au 1er janvier 2024, Saint-Germain-des-Angles est catégorisée commune rurale à habitat dispersé, selon la nouvelle grille communale de densité à 7 niveaux définie par l'Insee en 2022.
Elle est située hors unité urbaine. Par ailleurs la commune fait partie de l'aire d'attraction d'Évreux, dont elle est une commune de la couronne,. Cette aire, qui regroupe 108 communes, est catégorisée dans les aires de 50 000 à moins de 200 000 habitants,.

### Occupation des sols
L'occupation des sols de la commune, telle qu'elle ressort de la base de données européenne d’occupation biophysique des sols Corine Land Cover (CLC), est marquée par l'importance des territoires agricoles (75,4 % en 2018), en augmentation par rapport à 1990 (74,3 %). La répartition détaillée en 2018 est la suivante : 
terres arables (48,4 %), zones agricoles hétérogènes (27 %), forêts (24,6 %). L'évolution de l’occupation des sols de la commune et de ses infrastructures peut être observée sur les différentes représentations cartographiques du territoire : la carte de Cassini (XVIIIe siècle), la carte d'état-major (1820-1866) et les cartes ou photos aériennes de l'IGN pour la période actuelle (1950 à aujourd'hui).

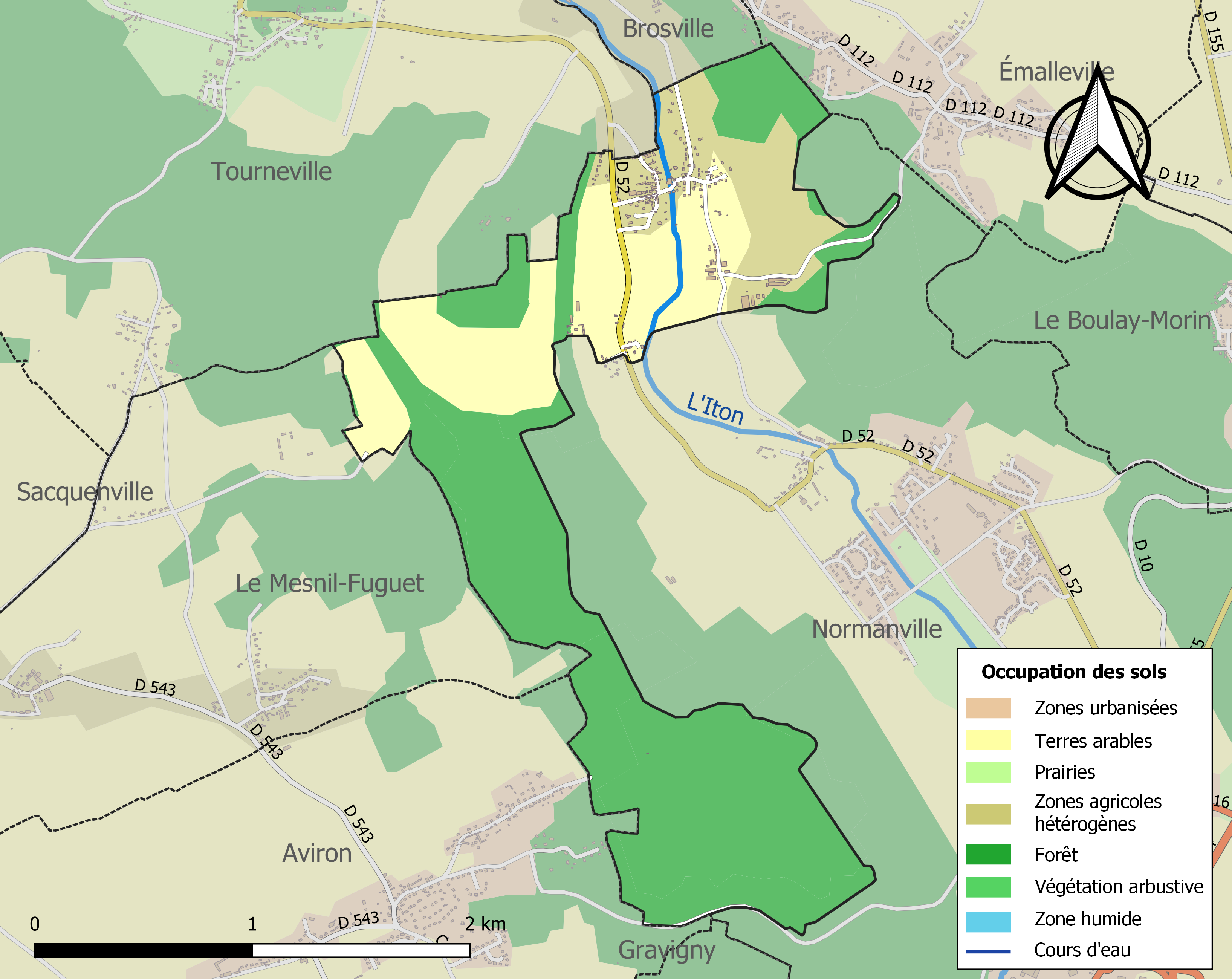
Carte des infrastructures et de l'occupation des sols de la commune en 2018 (CLC).

## Toponymie
Le nom de la localité est attesté sous les formes Sanctum Germanum en 1028 et 1033, Sanctus Germanus in Ebroicensi pago vers 1030 (charte de Rober Ier), Sanctus Germanus juxta Normanvillam vers 1195 (charte de Garin, évêque d’Évreux), Saint Germain des Engles en 1531 (inscription dans l’église).
Le nom primitif, Saint-Germain, est un hagiotoponyme.
Les Angles (en latin gens anglorum) est un peuple qui donne son nom aux Anglais et à l’Angleterre, c'est une peuplade germanique possiblement originaire de la péninsule d’Angeln dans l’actuel Schleswig, en Allemagne, ou bien de l'Angrie, autre région historique de l'Allemagne, située plus au sud.
Durant les années 449-455, Vortigern invita les Angles à se battre à ses côtés contre les Pictes.

## Politique et administration

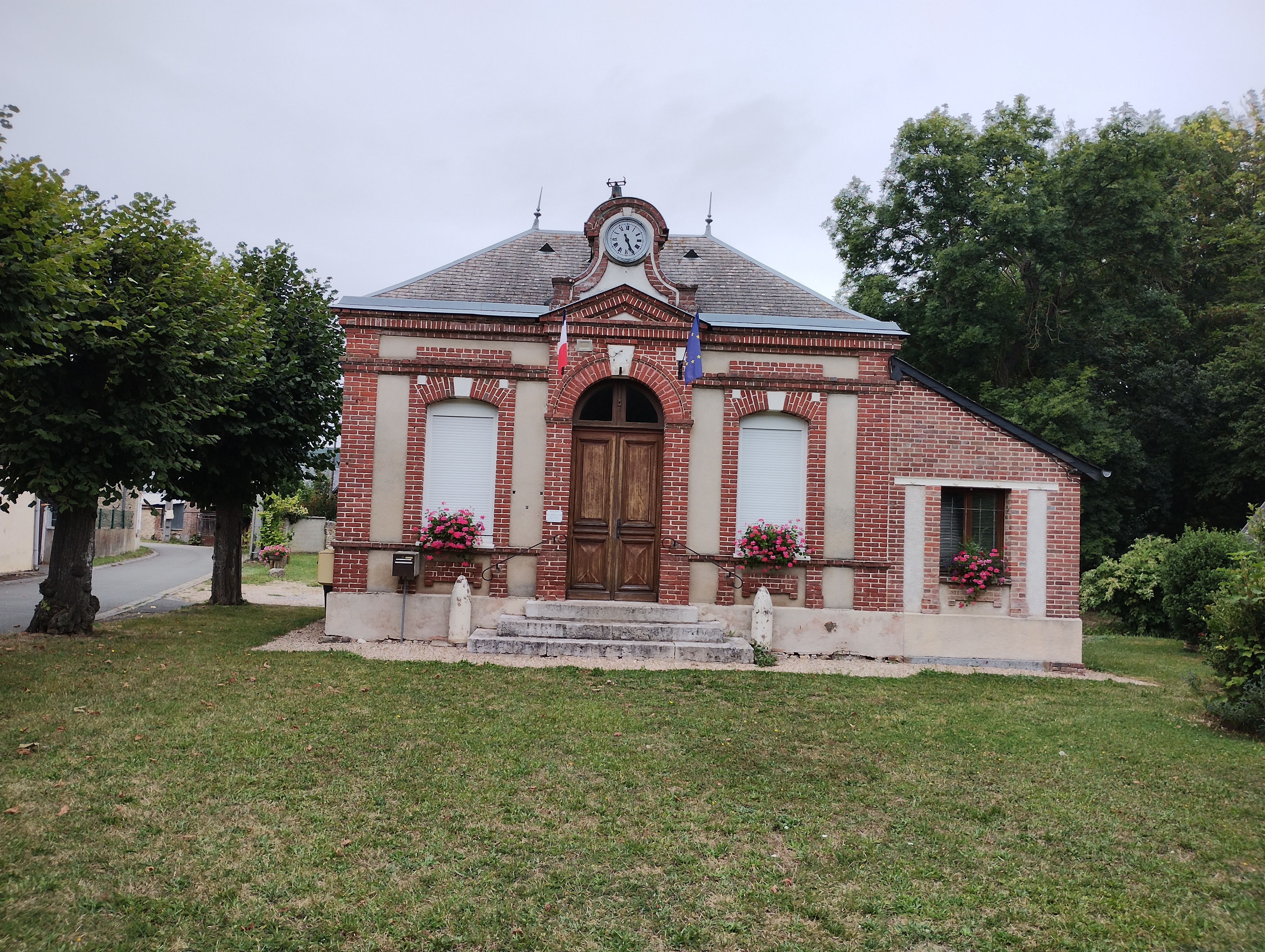
Mairie

| Période                                  | Période  | Identité           | Étiquette | Qualité  |
| ---------------------------------------- | -------- | ------------------ | --------- | -------- |
| mars 2001                                | mai 2020 | Bernard Brochot    | DVD       | Retraité |
| mai 2020                                 | En cours | Anne-Marie Lemarié |           |          |
| Les données manquantes sont à compléter. |          |                    |           |          |

## Démographie
L'évolution du nombre d'habitants est connue à travers les recensements de la population effectués dans la commune depuis 1793. Pour les communes de moins de 10 000 habitants, une enquête de recensement portant sur toute la population est réalisée tous les cinq ans, les populations de référence des années intermédiaires étant quant à elles estimées par interpolation ou extrapolation. Pour la commune, le premier recensement exhaustif entrant dans le cadre du nouveau dispositif a été réalisé en 2007.

En 2022, la commune comptait 171 habitants, en évolution de −4,47 % par rapport à 2016 (Eure : −0,25 %, France hors Mayotte : +2,11 %).
| 1793 | 1800 | 1806 | 1821 | 1831 | 1836 | 1841 | 1846 | 1851 |
| ---- | ---- | ---- | ---- | ---- | ---- | ---- | ---- | ---- |
| 145  | 141  | 165  | 136  | 187  | 173  | 186  | 154  | 163  |

| 1856 | 1861 | 1866 | 1872 | 1876 | 1881 | 1886 | 1891 | 1896 |
| ---- | ---- | ---- | ---- | ---- | ---- | ---- | ---- | ---- |
| 153  | 108  | 103  | 83   | 101  | 119  | 108  | 97   | 90   |

| 1901 | 1906 | 1911 | 1921 | 1926 | 1931 | 1936 | 1946 | 1954 |
| ---- | ---- | ---- | ---- | ---- | ---- | ---- | ---- | ---- |
| 98   | 79   | 84   | 64   | 75   | 80   | 76   | 98   | 120  |

| 1962 | 1968 | 1975 | 1982 | 1990 | 1999 | 2006 | 2007 | 2012 |
| ---- | ---- | ---- | ---- | ---- | ---- | ---- | ---- | ---- |
| 137  | 137  | 148  | 125  | 205  | 243  | 222  | 219  | 200  |

| 2017 | 2022 | - | - | - | - | - | - | - |
| ---- | ---- | - | - | - | - | - | - | - |
| 173  | 171  | - | - | - | - | - | - | - |

## Personnalités liées à la commune

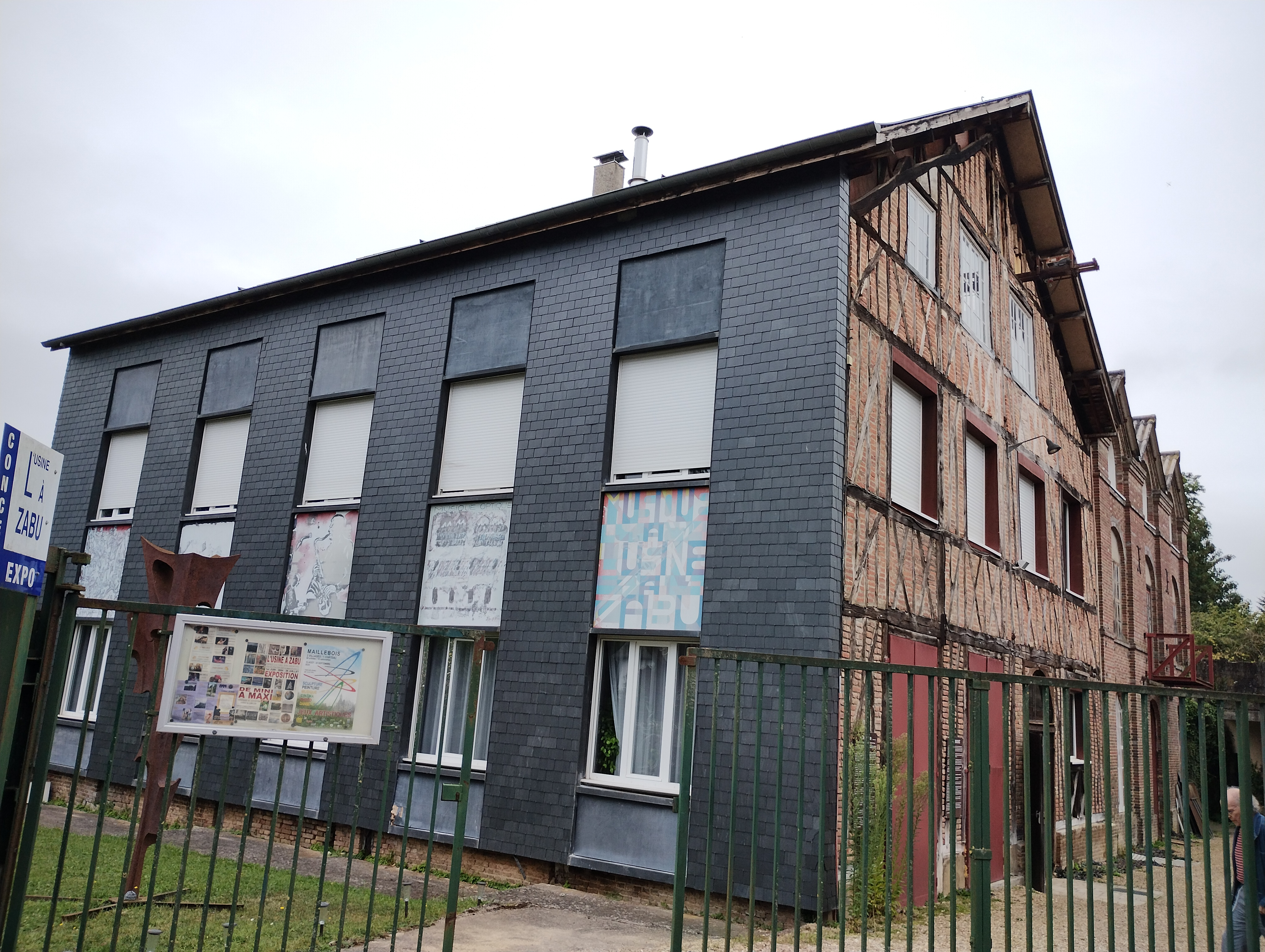
L'usine à Zabu

Jean Zabukovec (1930 - † 12 octobre 2012), sculpteur, ayant rénové une ancienne usine à textile sur les bords de l'Iton, pour en faire un centre culturel nommé « l'usine à Zabu ». Peintres, musiciens et sculpteurs de tous horizons viennent se retrouver dans ce havre de paix.